# Dytmarów
Dytmarów (deutsch Dittersdorf) ist ein Ort in der Landgemeinde Lubrza im Powiat Prudnicki der Woiwodschaft Opole in Polen.

## Geographie

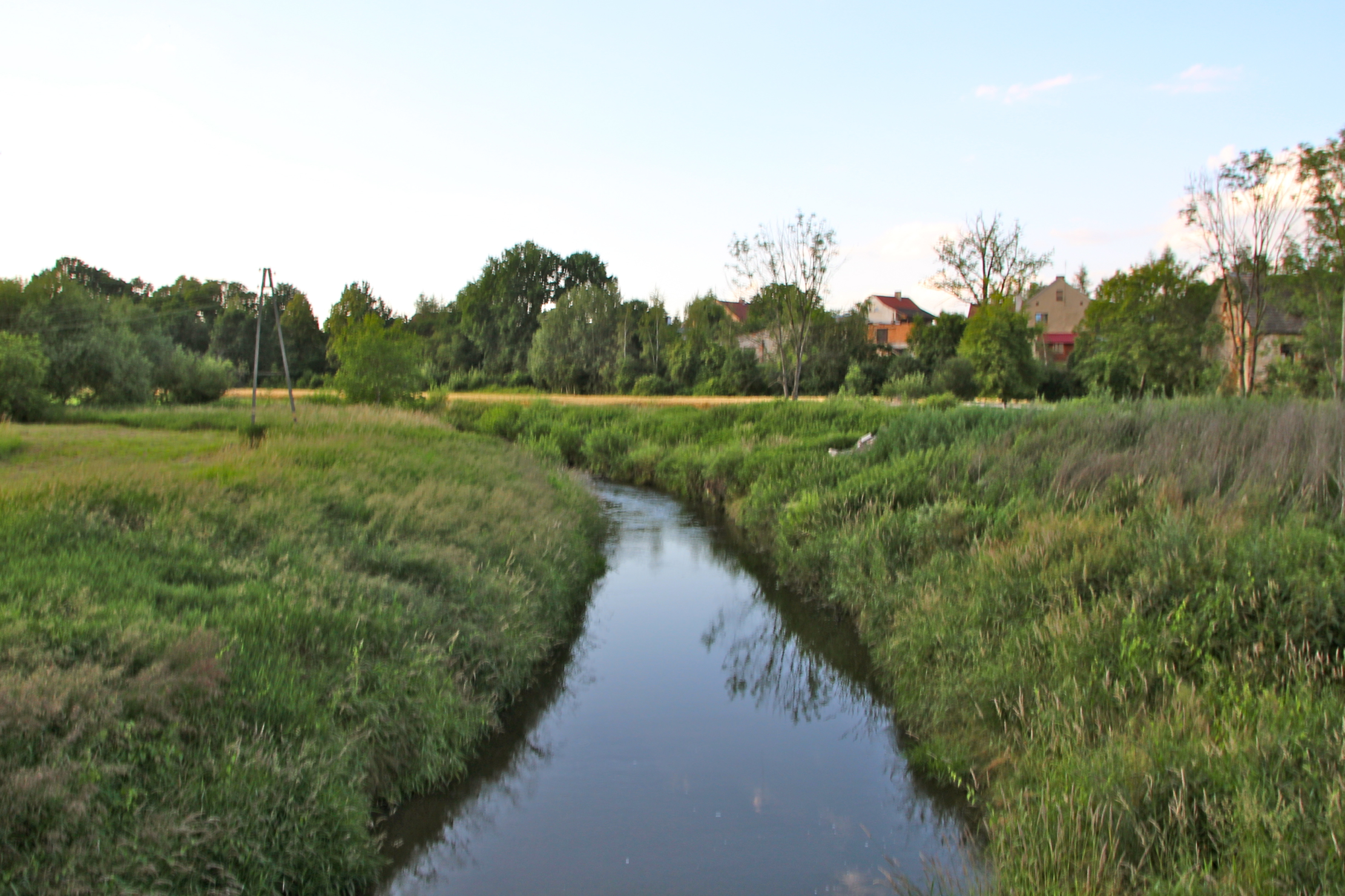
Die Prudnik in Dytmarów

Das Straßendorf Dytmarów liegt etwa vier Kilometer südöstlich von Lubrza (Leuber), sieben Kilometer östlich von Prudnik und 51 Kilometer südwestlich von Opole (Oppeln) am linken Ufer der Prudnik, einem linker Nebenfluss der Osobłoga (Hotzenplotz). Zwei Kilometer östlich von Dytmarów verläuft die Grenze zu Tschechien.
Der Bahnhof Dytmarów liegt an der Bahnstrecke Kędzierzyn-Koźle–Nysa.
Nachbarorte von Dytmarów sind im Osten Slezské Pavlovice (Schlesisch-Paulowitz), im Süden Krzyżkowice (Kröschendorf) und im Westen Skrzypiec (Kreiwitz).

## Geschichte

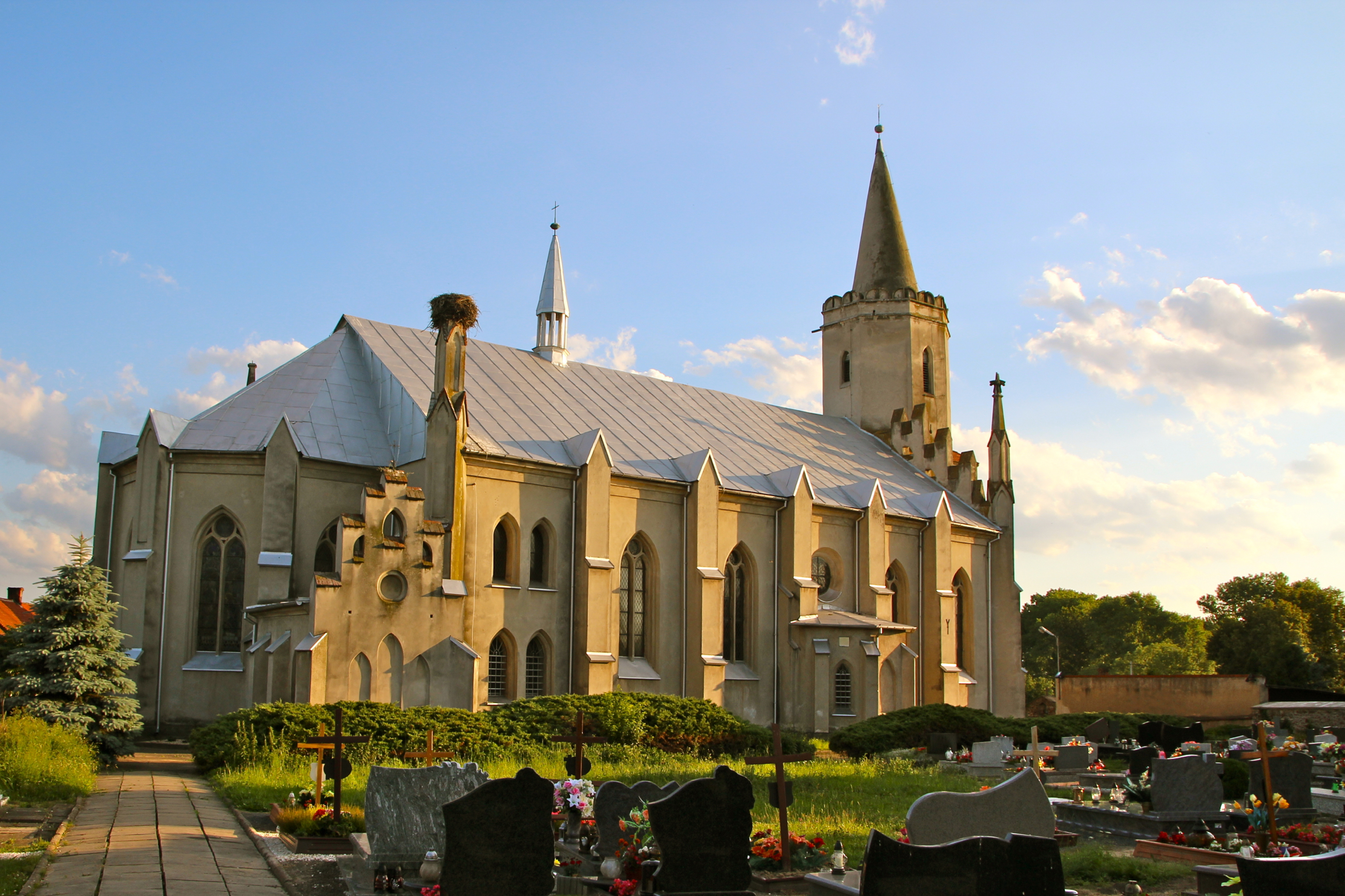
Katharinakirche

Erstmals erwähnt wurde „Villa Ditmari“ im Jahr 1284. 1302 wurde es nach Deutschem Recht ausgesetzt. Für das Jahr 1331 ist eine Kirche im Ort belegt. Weitere überlieferte Ortsbezeichnungen stammen aus den Jahren 1337 als Dyttmari villa und 1534 als Dietmersdorff.
1660 entstand ein Kirchenbau im Stil der Renaissance. Nach dem Ersten Schlesischen Krieg 1742 gelangte Dittersdorf mit dem größten Teil Schlesiens an Preußen.
Nach der Neugliederung der Provinz Schlesien gehörte die Landgemeinde Dittersdorf ab 1816 zum Landkreis Neustadt O.S., mit dem es bis 1945 verbunden blieb. 1845 bestanden im Dorf eine Erbscholtisei, ein Freigut, eine katholische Pfarrkirche, eine katholische Schule, ein Wirtshaus und weitere 114 Häuser. Die Einwohnerzahl lag damals bei 699, davon 12 evangelisch. 1855 lebten 761 Einwohner in Dittersdorf. 1857 zerstörte ein Feuer die Pfarrkirche, die 1859–1859 wieder aufgebaut wurde. 1865 bestanden im Ort eine Erbscholtisei 30 Bauern-, 11 Gärtner- und 43 Häuslerstellen. Die katholische Schule wurde damals von 266 Schülern besucht. 1874 wurde der Amtsbezirk Dittersdorf gegründet, dem die Landgemeinden Dittersdorf, Kreiwitz und Kröschendorf und der Gutsbezirk Kröschendorf eingegliedert wurden. 1885 zählte Dittersdorf 832 Einwohner. 1933 lebten in Dittersdorf 743 Einwohner, 1939 waren es 774 Einwohner.
Als Folge des Zweiten Weltkriegs fiel Dittersdorf 1945 wie fast ganz Schlesien an Polen und wurde in Dytmarów umbenannt. Die einheimische deutsche Bevölkerung wurde, soweit sie nicht vorher geflohen war, weitgehend vertrieben. Die neu angesiedelten Bewohner waren teilweise Zwangsumgesiedelte aus Ostpolen, das an die Sowjetunion gefallen war.
Von 1945 bis 1950 gehörte Dytmarów zur Woiwodschaft Schlesien, 1950 wurde es der Woiwodschaft Opole eingegliedert. 

## Sehenswürdigkeiten

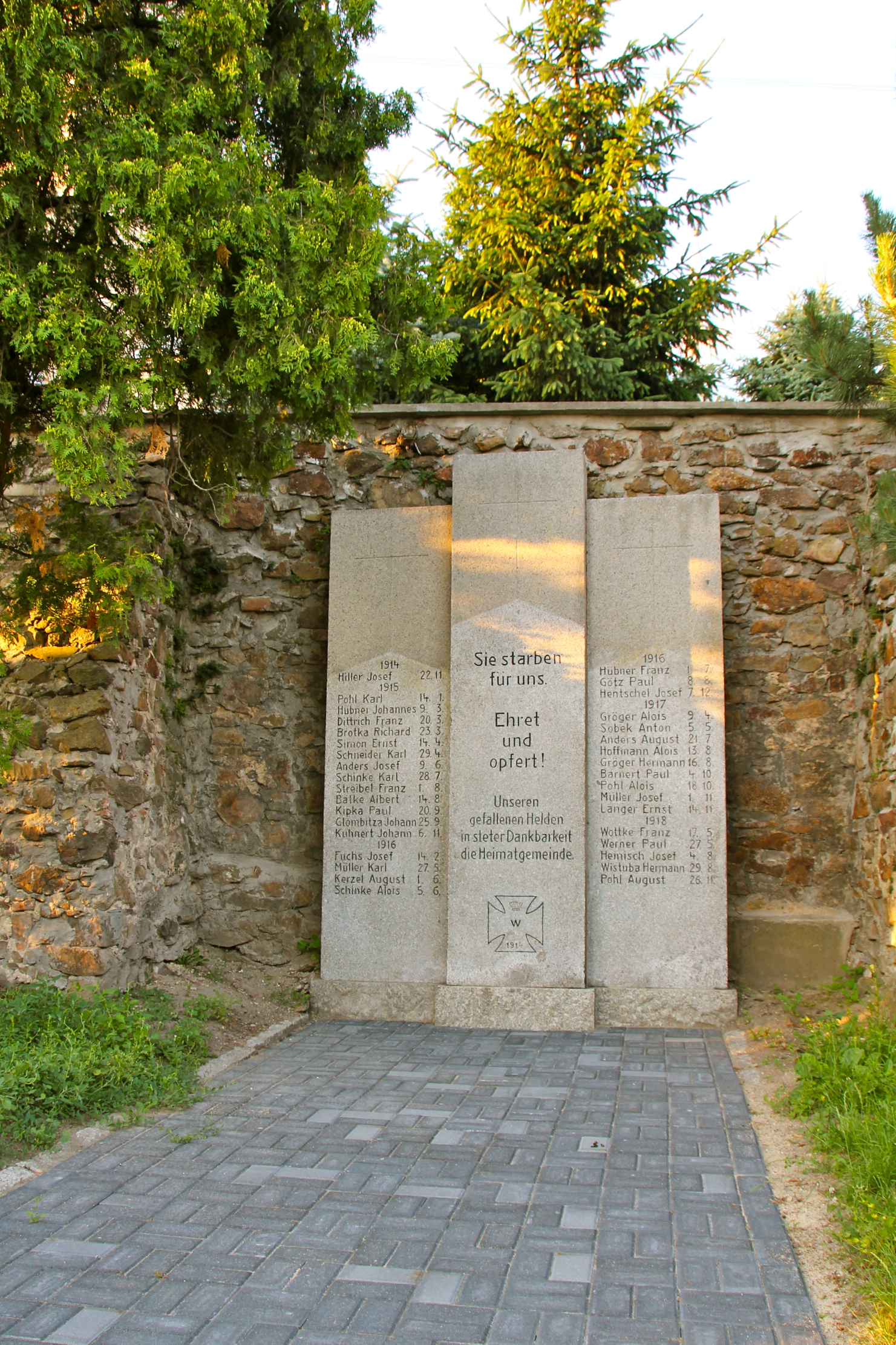
Gefallenendenkmal

- Die römisch-katholische Pfarrkirche St. Katharina (polnisch Kościół św. Katarzyny) wurde 1857–1858 im neugotischen Stil an der Stelle des Vorgängerbaus aus dem Jahr 1660 erbaut, der durch ein Feuer zerstört worden war. Erhalten hat sich lediglich der Glockenturm. Die Kirche mit dreischiffigem Langhaus und Chor besitzt ein Weihwasserbecken aus dem 16. Jahrhundert und eine spätgotische Monstranz aus dem Jahr 1516.[7] Seit 1958 steht sie unter Denkmalschutz.[8]
- Das Gefallenendenkmal wurde ursprünglich in den 1920er Jahren für die Gefallenen des Ortes des Ersten Weltkriegs aufgestellt. Nach 1945 wurden die Inschriften zerstört. 2011 wurde auf Initiative einiger Dorfbewohner das Denkmal wieder aufgestellt und die ursprünglichen Inschriften ergänzt.[9]
- Statue des böhmischen Landesheiligen Johannes Nepomuk.
- Steinerne Wegekapellen aus ersten Hälfte des 19. Jahrhunderts
- Sühnekreuz
- Steinernes Wegekreuz

## Vereine
- Fußballverein LZS Dytmarów
- Freiwillige Feuerwehr OPS Dytmarów